# His Sister's Kids
His Sister's Kidsv er en amerikansk stumfilm fra 1913 af George Nichols.

## Medvirkende
- Roscoe 'Fatty' Arbuckle
- Jack White
- Minta Durfee